# Teragram
Teragram är en SI-enhet som motsvarar 1012 gram, alltså en biljon gram. SI-symbolen för teragram är Tg.
Namnet kommer från SI-prefixet tera, som är lika med en biljon.